# Mascheretto

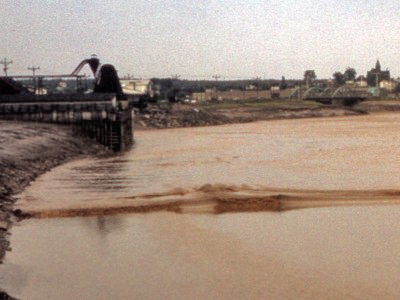
Mascheretto nel New Brunswick, in Canada

Il mascheretto è un fronte d'onda che risale l'estuario di un fiume o l'imboccatura di una baia.
Il fenomeno si forma quando una grande massa d'acqua marina si dirige verso l'estuario del fiume (spinta dalla marea) e lo risale. Quando la velocità dell'onda di flusso rallenta fino a muoversi più lentamente della corrente (o onda di riflusso), si crea bruscamente un fronte turbolento che può assumere grande violenza. Questa può aumentare in presenza di forti venti o particolari condizioni.
Grandi mascheretti si formano alle foci del fiume Qiantang, in Cina, con altezze superiori ai quattro metri. Grandi mascheretti si verificano anche nella baia di Mont Saint-Michel in Francia, nel fiume Severn in Gran Bretagna, nel Rio delle Amazzoni e nel Brahmaputra. Nella baia di Fundy, in Canada si forma un mascheretto dovuto alle coste a imbuto e al fondale basso, oltre che naturalmente alla forte onda di marea.

## La morte di Léopoldine Hugo
Un avvenimento celebre legato al mascheretto è quello verificatosi sulla Senna il 4 settembre 1843. Quel giorno, l'improvvisa ondata avrebbe travolto all'altezza di Villequier la barca su cui si trovava Léopoldine Hugo (figlia del celebre scrittore Victor Hugo) con il marito Charles Vacquerie, facendoli annegare. Una versione romantica vuole che il marito, pur essendo un abilissimo nuotatore, abbia preferito morire con la moglie piuttosto che porsi in salvo.
In realtà, diverse fonti smentiscono questa versione, a cominciare dai testimoni dell'epoca e dall'ora del naufragio (le 13), incompatibile con gli orari (perfettamente prevedibili) del mascheretto. Inoltre le grandi ondate di marea (cui il mascheretto è legato) si verificarono in quell'anno solo dopo il 9 settembre, in conseguenza delle fasi lunari.